# Phalaenopsis cochlearis
Phalaenopsis cochlearis (можливі українські назви Фаленопсис ложковий, або Фаленопсис кохлеаріс) - моноподіальна епіфітна трав'яниста рослина родини орхідні.
Вид не має усталеної української назви, в україномовних джерелах використовується наукова назва Phalaenopsis cochlearis.
Англійська назва - Spoon-like Phalaenopsis.

## Синоніми
- Polychilos cochlearis Holttum Shim 1982

## Біологічний опис
Літофіт, рідше епіфіт середніх розмірів. Росте в передгірних вологих лісах на вапнякових відслоненнях на висотах до 600-700 м над рівнем моря.
Стебло укорочене. Листків 2-4, рідко 6.
Листя тонке, довгасто-овальне. На поверхні листа можна розгледіти 5 поздовжніх смужок (жилок) з обох сторін від центральної жили. Довжина листа близько 20 см, ширина - 8 см.
Квітконіс 30-50 см, прямостоячий, розгалужений.
Квіти без запаху, за фактурою тонкі з добре помітними сегментами, в діаметрі 4-5 см. Забарвлення квітів варіюється від білого до блідо-зеленого, зеленого або жовтого з двома коричневими або коричнево-помаранчевими смужками біля основи пелюсток. 
 Сезон цвітіння - осінь, тривалість цвітіння 1-2 місяці.

## Ареал, екологічні особливості
Малайзія, Саравак, Борнео
У місцях зростання сезонних коливань температур практично немає. Різниця між денними і нічними температурами 6-8°C. Відносна вологість повітря коливається від 82 до 88%. Максимальна кількість опадів випадає з жовтня по березень, в цей час середньомісячні значення коливаються від 300 до 680 мм. З квітня по вересень дощів менше, середньомісячні значення 180-220 мм.

## Історія
Перші Phalaenopsis cochlearis були виявлені ще в кінці XIX століття, описані Райхенбахом.

## У культурі
У культурі вважається складним.
Температурна група - тепла.
Вимоги до освітлення: 800-1200 FC, 8608-12912 lx.
Погано переносить пошкодження коренів. Нові нарощує насилу. Регулярне додавання в субстрат карбонату кальцію або вапна може мати позитивний вплив на ріст і здоров'я рослини.
Додаткова інформація про агротехніку у статті Фаленопсис.
Активно використовується в гібридизації.

## Первиннігібриди(грекси)
- Amblearis - amboinensis х cochlearis (Dr Henry M Wallbrunn) 1972
- Andy Jackson - cochlearis х stuartiana (Atmo Kolopaking) 1982
- Anthony The - cochlearis х equestris (Atmo Kolopaking) 1981
- Austin Chow - philippinensis х cochlearis (Austin Chow) 2001
- Golden Bantam - cornu-cervi х cochlearis (Dr Henry M Wallbrunn) 1970
- Golden Jubilee - cochlearis х fasciata (Irene Dobkin) 1975
- Little Darlin - violacea х cochlearis (Jones & Scully) 1969
- Maculearist - maculata х cochlearis (Shaffer's Tropical Garden) 1985
- Memoria Frederick Thornton - fimbriata х cochlearis (Dr Stephen A Pridgen) 1985
- Tridacna - gigantea х cochlearis (Dr Henry M Wallbrunn) 1983
- Viviane Dream - amabilis х cochlearis (Luc Vincent) 1999